# Alistair Smythe
Alistair Alphonso Smythe è un personaggio dei fumetti pubblicati da Marvel Comics. È un supercriminale che solitamente figura tra i nemici ricorrenti dell'Uomo Ragno e figlio di Spencer Smythe. Dopo che suo padre ha dedicato la sua vita all'eliminazione dell'Uomo Ragno ed è morto di conseguenza, Alistair ha ereditato il suo Ammazzaragni e sviluppato un odio profondo per l'Arrampicamuri. Si è dedicato a una vita criminale per vendicarsi dell'Uomo Ragno e ha creato una nuova generazione di Ammazzaragni per ucciderlo, ma questo ha solo provocato la paralisi di Alistair dalla vita in giù. Successivamente, ha racchiuso il suo corpo in un carapace bio-organico che gli ha permesso di camminare di nuovo, oltre a dargli dei superpoteri, e ha adottato lo pseudonimo di Ultimate Ammazzaragni.
Alistair Smythe è apparso per la prima volta in The Amazing Spider-Man Annual # 19 (novembre 1985), ed è stato creato da Louise Simonson e Mary Wilshire. Morì in The Superior Spider-Man # 13 (settembre 2013). IGN lo ha classificato come il nono più grande nemico dell'Uomo Ragno.

## Biografia
Gli Ammazzaragni erano una serie di robot che cercavano di distruggere l'Uomo Ragno. La prima generazione dei robot è stata creata da suo padre Spencer Smythe. Dopo che Spencer non riuscì a uccidere Spider-Man - e finì per morire a causa della prolungata esposizione ai campioni radioattivi coinvolti - Alistair ebbe l'eredità di suo padre e ottenne un ritrovato odio verso Spider-Man. Il suo tentativo iniziale, tuttavia, fallì quando, in un malinteso piuttosto umoristico, scambiò Mary Jane Watson per l'Uomo Ragno; giocando con esso per dare a Peter Parker il tempo di escogitare un piano mentre Mary Jane usava una tuta potente progettata dagli alieni fino a quando non fu sconfitto dal vero arrampicamuri. Inizialmente ha lavorato per il Kingpin ma ha lasciato in disaccordo su come affrontare Spider-Man ed è andato da solo.
Dopo essere stato confinato in un manicomio, Alistair è evaso e ha portato con sé molti altri detenuti per costruire una nuova serie di Ammazzaragni che ha rintracciato l'Uomo Ragno in tutta la città. Con un piano di vendetta, ha costretto i detenuti ad assisterlo nella costruzione delle macchine. Dopo aver inviato una serie di assassini dopo l'Uomo Ragno, Alistair attirò Spider-Man nella sua residenza per una battaglia finale. Per sconfiggere Spider-Man da solo, Alistair si è potenziato racchiudendo tutto il suo corpo in un carapace bio-organico che non solo fungeva da armatura per tutto il corpo, ma aumentava la sua forza e gli dava la capacità di camminare di nuovo interconnettendosi con la sua colonna vertebrale. La struttura fisica del carapace dava ad Alistair artigli simili a uccelli al posto dei piedi; un'arma lunga e ricurva simile a una lama che sporge da ciascuna spalla; un paio di armi a lama frastagliata più piccole su ciascun avambraccio. Alla fine, l'Uomo Ragno sconfisse Alistair e si assicurò che fosse stato preso in custodia così come gli altri detenuti dell'asilo sopravvissuti al calvario.
Durante il breve periodo di Ragno Rosso come unico lanciatore di ragnatele in città, Smythe iniziò una guerra utilizzando un nuovo set di cacciatrici che intendeva vendere al mercato nero. Questi robot, che potevano essere controllati a distanza trasformando i propri pensieri nelle azioni degli assassini, erano inizialmente presi di mira da Lady Octopus (la versione femminile alternativa del Dottor Octopus) e dal suo equipaggio. Il Ragno Rosso finì nel mezzo delle cose e si alleò temporaneamente con loro, un fatto che non andò d'accordo con Smythe.
Smythe, non più nel suo carapace ma con la sua capacità di camminare restaurata dal suo precedente uso, trovò la strada fuori dalla prigione e cercò vendetta sia sull'Uomo Ragno che su J. Jonah Jameson per la morte di suo padre. Ha costretto Jameson a modificare le storie del Daily Bugle, altrimenti avrebbe ucciso sua moglie e suo figlio John Jameson. Una volta che l'Uomo Ragno ha trovato le tracce di Smythe, lo ha seguito fino al Bugle dove Smythe lo ha aggredito con versioni ricreate di ogni cacciatore di ragni mai inviato in passato dopo l'Uomo Ragno più un paio di nuove creazioni: un modello in miniatura progettato per aggrapparsi alla faccia dell'Uomo Ragno e penetrare nella sua mente attraverso l'uso delle radiazioni e un modello più grande a sei braccia probabilmente più forte di qualsiasi altro creato. Mentre era attaccato alla testa dell'Uomo Ragno, l'uccisore di ragni in miniatura si collegava alla mente di Spidey, copiava i pensieri dei suoi cari e trasmetteva quell'informazione a tutti gli altri mini-sterminatori. Smythe ha dato a Spider-Man la possibilità di fermarli o impedire all'uccisore a sei braccia di distruggere Jameson. L'Uomo Ragno alla fine ha spento tutti gli assassini di ragni allo stesso tempo, ma è stato Jameson a picchiare Smythe sull'orlo della morte con una mazza da baseball per aver minacciato la sua famiglia. Smythe ha fatto un altro ritorno in cui ha usato un ragno velenoso che ha creato e ha attaccato John Jameson e lo ha fatto finire in ospedale.
Durante la trama di "Spider-Island", J. Jonah Jameson porta Alistair Smythe dall'isola di Ryker per chiedere il suo aiuto per risolvere la piaga dell'influenza dei ragni che trasforma i normali cittadini in Homo Arachnis. Alistair Smythe rise per l'ironia di come Jameson abbia acquisito i poteri del ragno. Al momento, Jameson si trasforma e ferisce gravemente Smythe mordendogli il collo.
Nonostante le ferite riportate, Alistair Smythe viene visto vivo e vegeto come prigioniero nella zattera. Alistair Smythe è un testimone della fuga del Dottor Octopus (che ha segretamente scambiato la sua mente con l'Uomo Ragno) e gli viene negato di unirsi a lui.
Il sindaco J. Jonah Jameson in seguito chiama Superior Spider-Man (Otto Octavius nel corpo dell'Uomo Ragno come eroe) per aiutare a supervisionare l'esecuzione di Alistair Smythe e assicurarsi che non scappi. Smythe cerca di schernire Superior Spider-Man menzionando la morte di Marla Jameson, ma lui lo respinge. Il sindaco Jameson e Superior Spider-Man, insieme all'assistente di Jameson, Glory Grant e la giornalista Norah Jones osserva la procedura dell'esecuzione di Smythe mentre afferma di essere una "persona migliore". Il Superior Spider-Man cerca di rispondere che nessuno lo comprerebbe, solo per fermarsi una volta che si ricorda di aver appena fatto quel trucco. Proprio mentre inizia l'esecuzione di Smythe, uno sciame di mini Ammazzaragni attacca il luogo permettendo a Smythe di muoversi liberamente. Tuttavia, vengono contrastati da Otto. Smythe tenta di scappare, ma scopre che Otto si è preparato per ogni metodo di fuga che potrebbe provare, spingendo Smythe a cambiare il suo piano per uccidere l'Uomo Ragno per il quale era anche preparato. I mini Ammazzaragni entrano nell'infermeria dove circondano Boomerang, l'Avvoltoio e lo Scorpione. I mini Ammazzaragni li curano e li migliorano dove ricevono una richiesta da Smythe per uccidere Superior Spider-Man.
Superior Spider-Man viene visto combattere Smythe e lo prende in giro per essere debole rispetto a suo padre Spencer Smythe. Quando Superior Spider-Man dice di aver chiamato i Vendicatori per il backup, Smythe afferma di avere il suo backup quando Boomerang, lo Scorpione e l'Avvoltoio si presentano. Superior Spider-Man ammette che i Mini-Slayers erano intelligenti ma rivela inavvertitamente che le sue contromisure sono alimentate dai Power Generator del Raft che lo distraggono alla rivelazione. Smythe prende il sopravvento finché non viene abbattuto per un soffio dal sindaco Jameson travestito da guardia della zattera. Superior Spider-Man dà la caccia a Smythe attraverso il suo sistema di comunicazione solo per scoprire che ha fatto lo stesso trucco e ha informato i suoi alleati (tutti diretti a un assalto frontale completo contro Superior Spider-Man) che cerca di convincerli che Smythe li sta usando e li prenderà indietro i loro miglioramenti una volta che è fuori. Tutti loro concordano sul fatto che, anche se ciò potrebbe accadere, trarranno il meglio dalla situazione contro di lui. Smythe riesce a raggiungere i generatori della zattera, distruggendoli per spegnere l'energia in tutta l'isola, permettendo a Lizard di scappare. Una volta che Smythe cerca di scappare, Superior Spider-Man gli ricorda i generatori di emergenza. Smythe avverte Superior Spider-Man che, proprio come fa con i suoi Spider-Bot, può vedere attraverso i suoi Mini-Slayers raggiungere il sindaco Jameson e i civili intrappolati che inviano le loro posizioni al gruppo. Lo Scorpione all'inizio lo rifiuta, ma si convince facilmente una volta che Smythe gli dice che uno dei suoi obiettivi è lo stesso sindaco Jameson. Dopo che Boomerang è stato sconfitto, Smythe avverte Superior Spider-Man che è ancora intrappolato in una situazione difficile poiché lo Scorpione si sta dirigendo verso la sua vendetta personale contro Jameson e Vulture è pronto ad uccidere il gruppo di civili, quindi deve fare una scelta solo per essere sorpreso quando Superior Spider-Man risponde che non seguirà nessuno di loro. Invece, Superior Spider-Man determinato a completare la sua missione di ucciderlo.
Superior Spider-Man riesce a uccidere Smythe, ma solo il suo corpo fisico, poiché i suoi componenti robotici mantengono intatta la sua mente. Smythe cerca quindi di trasferire la sua mente nel corpo di Superior Spider-Man, ma dal momento che Otto ha il suo cadavere, con la mente intatta, attacca i sopravvissuti, disarmando le guardie. Superior Spider-Man affronta Smythe e cadono sulla riva sottostante, Smythe tenta di trasferire la sua mente in Superior Spider-Man, tuttavia, Superior Spider-Man lo aveva già fatto e dotato la maschera di placcatura corazzata. Prima che Alistair muoia, Superior Spider-Man lo schernisce rivelando di essere Otto e che Otto ha già battuto il vero Spider-Man al trasferimento mentale. Il suo corpo è presumibilmente portato via.
Durante la trama di Dead No More: The Clone Conspiracy, il Dottor Octopus cosciente in un Octobot si infiltra in New U Technologies e scopre che lo Sciacallo ha ottenuto il corpo di Alistair. Jackal è riuscito a creare un clone di Alistair insieme a suo padre.

## Poteri e abilità
Alistair Smythe è uno scienziato specializzato in robotica, cibernetica e genetica. Le sue invenzioni più importanti sono gli Ammazzaragni, robot costruiti con il preciso scopo di catturare o uccidere l'Uomo Ragno. Sebbene la creazione e l'idea per questi originariamente provenissero da suo padre, Alistair ha fatto progressi e miglioramenti sugli originali e le generazioni attuali sono estremamente sofisticate e formidabili. Gli Ammazzaragni operano spesso in gruppi e Alistair è abile tatticamente nel dispiegarli.
Smythe in seguito inventò un carapace bio-organico che funge da armatura completa. Gli dà maggiore forza e la capacità di camminare di nuovo interfacciandosi con la sua colonna vertebrale. Il carapace ha artigli simili a uccelli per i piedi, un'arma a lama lunga e ricurva che sporge da ciascuna spalla e lame più piccole e frastagliate su ciascun avambraccio. Mentre indossa questa armatura, Smythe ha forza, durata, velocità e agilità sovrumane.

## Altri media

### Televisione
- Alistair Smythe è apparso nella serie animata Spider-Man - L'Uomo Ragno (1994). Questa versione è stata paralizzata dopo un incidente di laboratorio mentre aiutava suo padre Spencer Smythe con il suo lavoro. Incolpandosi per quello che è successo a suo figlio, Spencer accetta di catturare l'Uomo Ragno per Norman Osborn in cambio che Osborn costruisca una nuova sedia a rotelle per Alistair. Dopo aver assistito al tentativo fallito di suo padre di eliminare l'Uomo Ragno e alla morte apparente, Alistair inizia a lavorare per Kingpin e costruisce diversi Ammazzaragni per lui mentre cerca vendetta contro l'Uomo Ragno, che incolpa per la morte di Spencer. Tuttavia, dopo aver deluso più volte il potente signore del crimine, oltre ad essere parzialmente responsabile dell'arresto di Richard Fisk, Alistair inizia a temere per la sua vita e progetta di svendere il Kingpin, ma viene colto in flagrante. Viene quindi trasformato contro la sua volontà nel cyborg Ultimate Ammazzaragni dal suo sostituto, Herbert Landon, tramite manipolazione genetica. Dopo la sua trasformazione, Alistair è diventato abbastanza forte da sopraffare e superare l'Uomo Ragno. Tuttavia, alla fine si libera dalla programmazione di Kingpin con l'aiuto dell'Uomo Ragno e scopre il corpo preservato di suo padre. Alistair lavora quindi per diversi individui pieni di risorse, come Silvermane e Miles Warren, in cambio della rinascita di suo padre. Nell'episodio in tre parti "Guerra segreta", Alistair è tra i numerosi supercriminali trasportati su un pianeta alieno dall'Arcano per combattere una squadra di eroi guidati dall'Uomo Ragno, e alla fine viene sconfitto e riportato sulla Terra senza alcun ricordo dell'evento.

### Cinema
Alistair Smythe appare nel film The Amazing Spider-Man 2 - Il potere di Electro (2014), interpretato da B.J. Novak. In questa versione è un supervisore della Oscorp che ordina a Max Dillon di controllare un guasto elettrico, che porta alla trasformazione di quest'ultimo nel supercriminale Electro. Inoltre, una campagna di marketing virale per il film comprendeva un articolo del Daily Bugle che menzionava che Alistair aveva sostituito suo padre come capo della divisione di ingegneria della Oscorp.